# Leandro & Leonardo
Leandro & Leonardo foi uma dupla brasileira de música sertaneja formada pelos irmãos Leandro e Leonardo. Os  irmãos goianos formaram a dupla em 1983, a qual durou por 15 anos, até o dia 23 de junho de 1998, quando Leandro faleceu de um raro câncer, venderam 17 milhões de discos. Desde a morte do irmão, Leonardo segue em carreira solo.

## História

### Formação
Filhos de Carmem Divina Eterno da Silva e de Avelino Virgulino da Costa, falecido em 11 de janeiro de 2015, os irmãos trabalhavam na plantação de tomates da família até que Luís percebeu sua vocação para a música e chegou a ser vocalista de uma banda chamada Os Dominantes, que fazia côveres de músicas dos Beatles e de Roberto Carlos, e teve notória iniciação na cidade de Vianópolis, no interior do estado. Em 1983, Luís abandonou a banda e formou a dupla com seu irmão Emival. Naquela época, Emival trabalhava em uma farmácia. Ao saberem que um dos funcionários teve filhos gêmeos batizados de Leandro e Leonardo, os irmãos decidiram que este seria o nome artístico da dupla. Pouco tempo depois, já venceram um programa de calouros da TV local, e com o dinheiro ganho no concurso foram para São Paulo gravar um álbum com tiragem de 500 cópias, que não fez sucesso. Apesar do disco não ter feito sucesso, abriu as portas para que fossem contratados por uma gravadora, na qual lançaram dois discos: Leandro & Leonardo Vol. 1, em 1986, e Leandro & Leonardo Vol. 2, em 1987. Até então, os dois já eram conhecidos no estado de Goiás, no meio sertanejo.

### Sucesso
Após o lançamento de seus dois primeiros álbuns, que não tiveram uma grande relevância, eles lançaram em 1989 pela gravadora Continental, com a produção de Romildo Pereira e coprodução, arranjos e regência do maestro Otavio Basso, o álbum Leandro & Leonardo Vol. 3, e com ele veio o sucesso nacional. A canção "Entre Tapas e Beijos" (escrita por Nilton Lamas e Antônio Bueno) virou hit. O álbum contava com composições e regravações de cantores como Zezé di Camargo, o country "Fui Um Tolo", de Marcix, Mario Campanha, e Roberta Miranda. Já no ano seguinte, em 1990, eles lançaram agora pela gravadora Chantecler o quarto álbum da carreira, com o mesmo nome de Leandro & Leonardo. Foi o álbum mais vendido da dupla, alcançando quase 3 milhões de cópias. Emplacou mais dois sucessos no final do ano de 1990, o hit "Pense em Mim" (escrita por Douglas Maio, Mário Soares e Zé Ribeiro), e a canção "Desculpe, Mas Eu Vou Chorar" (escrita por César Augusto e Gabriel). No ano seguinte, em 1991, eles lançaram um novo álbum, Leandro & Leonardo Vol. 5, pela mesma gravadora, Chantecler. E com ele vieram novos hits: "Paz Na Cama" (escrita por Edson Mello e Rhael), "Não Aprendi a Dizer Adeus" (escrita por Joel Marques) e "Não Olhe Assim". No ano de 1992, a dupla lançou outro álbum com o mesmo nome dos outros, pela mesma gravadora. Este álbum rendeu à dupla um sucesso maior que o esperado, com os hits "Esta Noite Foi Maravilhosa" e o sucesso internacional "Temporal de Amor", escrita por Cecílio Nena, regravada mais tarde em castelhano. Em 1993, já pela Warner Music, lançaram um novo álbum, e emplacaram o hit "Mexe Mexe".
Começaram a gravar o Leandro & Leonardo Vol. 8, que conseguiu uma colocação nas paradas de 1994 com a canção de Piska e César Augusto, "Dor de Amor Não tem Jeito". Em 1995, é lançado o nono álbum da dupla, intitulado Leandro & Leonardo Vol. 9, no qual conseguiram emplacar mais um hit, dessa vez com influências do country, a canção "Festa de Rodeio", escrita por Reinaldo Barriga, César Rossini, e César Augusto, além da balada romântica "Eu Juro" (versão de "I Swear", escrita por F.J.Myers e G.Baker).
Em 1996, o álbum Leandro & Leonardo Vol. 10 foi lançado. Deste, saíram os hits "Doce Mistério", "Eu Sou Desejo, Você é Paixão", "Horizonte Azul" (original de Lucas & Luan), e "Sempre Será". Em Leandro & Leonardo Vol. 11, álbum, de 1997, lançaram o sucesso nacional "Cerveja". Também lançaram "Rumo a Goiânia", e a música "Essas Mulheres", cujo videoclipe foi gravado no Japão durante a turnê da dupla, em 1997. No mesmo ano, Leandro & Leonardo participaram do Festival Internacional da Canção de Viña del Mar, no Chile, onde foram muito bem sucedidos.
A dupla acabou no dia 23 de junho de 1998, quando Leandro morreu por falência de múltiplos órgãos, em consequência de um tipo raro de câncer no pulmão, chamado tumor de Askin. Pouco tempo após a morte do cantor, o álbum Um Sonhador (de volume 12 da carreira da dupla) foi lançado, e no mesmo ano recebeu um disco de diamante. Ainda nesse ano, lançaram o álbum infantil Leandro & Leonardo Só Para Crianças, com músicas infantis clássicas como "Noite Feliz" e "Se Essa Rua Fosse Minha".
Após a morte do irmão, Leonardo seguiu carreira solo. Em 2007, a Rede Globo exibiu o especial Por Toda a Minha Vida sobre a vida e carreira de Leandro, que contava com depoimentos de famosos como a apresentadora Xuxa, as duplas Zezé Di Camargo & Luciano, Chitãozinho & Xororó, e o cantor Toquinho, dentre outros. O especial foi reprisado em 23 de agosto de 2016.
Em toda sua vida, Leonardo vendeu 45 milhões de discos, sendo 30 milhões com seu irmão e 15 milhões solo e um deles está entre os 10 mais vendidos do Brasil.

## Especial Leandro & Leonardo
Produzido em 1991 pela RedeGlobo, o Especial Leandro & Leonardo foi um seriado sobre a dupla, exibido pela primeira em dezembro de 1991. O seriado contava a história da dupla e sua estrada de dificuldades.
O repentista Edson Gaúcho interpretou um menestrel que costurava todas as cenas com repentes de sua autoria. Um dos episódios foi gravado na Disneylândia, nos Estados Unidos, e mostrou a dupla à procura da namorada de Leandro, interpretada por Adriana Esteves. No elenco, também participaram deste programa: os atores Luíza Tomé e Ney Latorraca; e os cantores Elba Ramalho, Luiz Caldas, Moraes Moreira, Sandra de Sá, Sérgio Reis, Wando e a dupla Sandy e Júnior.
O especial foi reexibido em dezembro de 1992 pela Rede Globo e novamente em dezembro de 2012, com a última reexibição no Canal Viva em 5 de novembro de 2016.

### Enredo
No primeiro episódio, Leandro e Leonardo viajam de trem para São Paulo quando encontram uma moça (a cantora Sula Miranda), com quem iniciam uma conversa. Num restaurante pedem um jantar, mas ficam sem dinheiro para pagar a conta. Tem a outra dupla sertaneja (João Mineiro e Marciano). Para se livrar do problema, Leonardo sobe na mesa, solta a voz e acaba sendo muito aplaudido.
Nas ruas paulistas, os dois se envolvem em inúmeras situações embaraçosas e encontram personalidades da música como os cantores Elba Ramalho, Sérgio Reis e Zé Ramalho e as duplas Chitãozinho e Xororó e Zezé di Camargo e Luciano.

## Discografia
- 1983 - Leandro & Leonardo
- 1986 - Explosão de Desejos
- 1987 - Leandro & Leonardo Vol.2
- 1989 - Leandro & Leonardo Vol.3
- 1990 - Leandro & Leonardo Vol.4
- 1991 - Leandro & Leonardo
- 1992 - Leandro & Leonardo Vol.6
- 1993 - Leandro & Leonardo Vol.7
- 1994 - Leandro & Leonardo Vol.8
- 1995 - Leandro & Leonardo Vol.9
- 1995 - Leandro y Leonardo en Español
- 1996 - Leandro & Leonardo Vol.10
- 1996 - Leandro y Leonardo en Español vol. 2
- 1997 - Leandro & Leonardo Vol.11
- 1998 - Um Sonhador
- 1998 - Leandro & Leonardo Só Para Crianças